# 瓦西里·伊万诺维奇·库兹涅佐夫

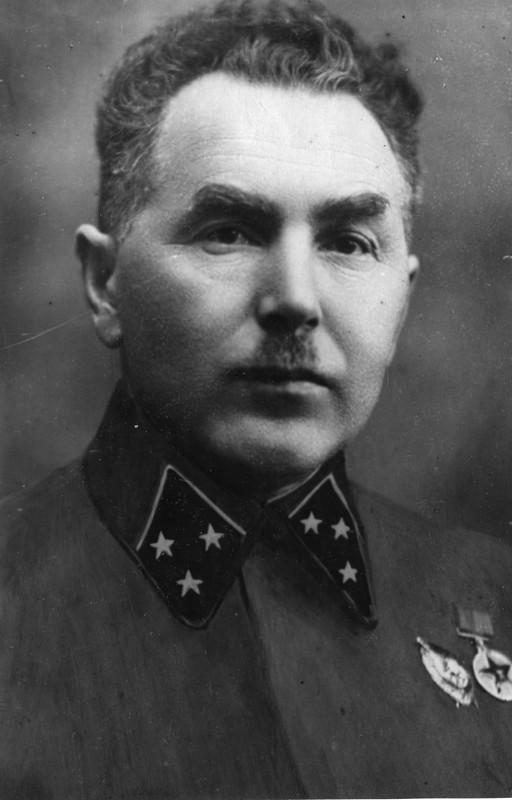
瓦西里·伊万诺维奇·库兹涅佐夫

瓦西里·伊万诺维奇·库兹涅佐夫（俄語：Василий Иванович Кузнецов，1894年11月15日- 1964年6月20日）是一位苏联将领，曾获得蘇聯英雄称号。

## 生平
库兹涅佐夫于1915年4月被征入俄羅斯帝國陸軍，参加了第一次世界大战。
十月革命之后，他在1918年8月加入蘇俄红军，参加了俄国内战，先后担任连指挥员和团副指挥员。他在1923年10月被任命为第89步枪团指挥员。
他在1928年加入苏联共产党，在1929年接受高等军官训练，于1936年毕业于伏龙芝军事学院。1936年10月，他成为第99步枪师指挥员。1937年7月，他调任第16步枪军指挥员。
1939年9月，库兹涅佐夫作为维捷布斯克和波拉茨克集团军集群司令员参加了蘇聯侵波作战。

### 第二次世界大战
1945年4月30日，库兹涅佐夫麾下的一个单位——近衛第150摩托化步槍師——猛攻德國國會大廈，该师部分士兵在国会大厦楼顶升起了胜利旗。

### 战后生涯
1945年5月29日，库兹涅佐夫获得苏联英雄称号（奖章号：6460）。战后，他作为第3突击集团军司令在德国又停驻了一阵，之后进入工农红军伏罗希洛夫元帅总参军事学院学习，于1948年毕业。1953-57年间，他担任伏尔加军区司令。最终于1960年退役。他还曾是第二和第四届最高苏维埃。